# ريوكين
بلدية ريوكين (بالإسبانية: Reocín)‏، هي إحدى بلديات منطقة كانتابريا, المصنفة على أنها مقاطعة أيضاً، في شمال إسبانيا.
يبلغ عدد سكانها 7.022 نسمة وفقاً لإحصائية سنة (2002).

## أعلام
- هيرمينيو دياز زابالا